# Polní Chrčice

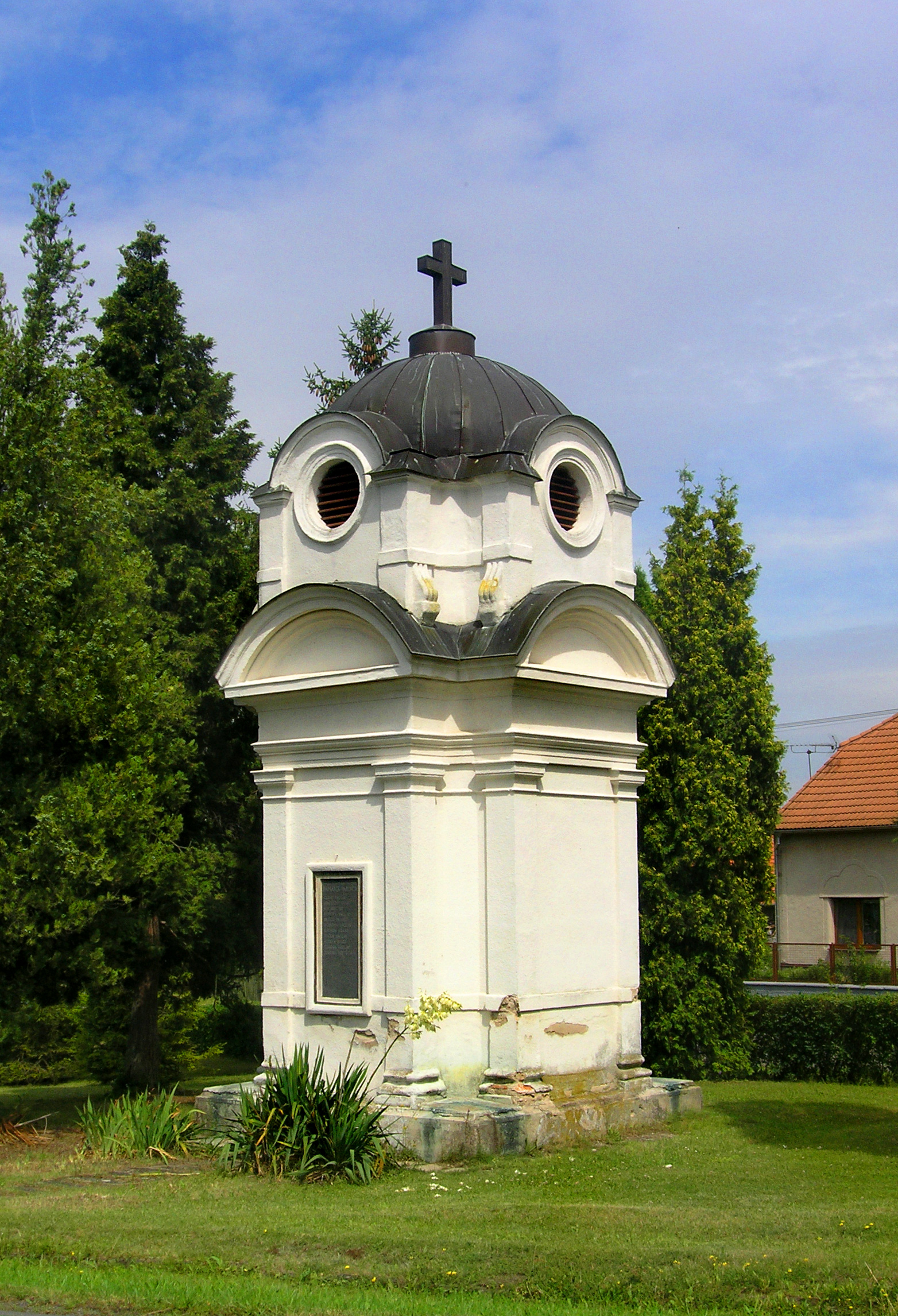
Kapelle Mariä Himmelfahrt

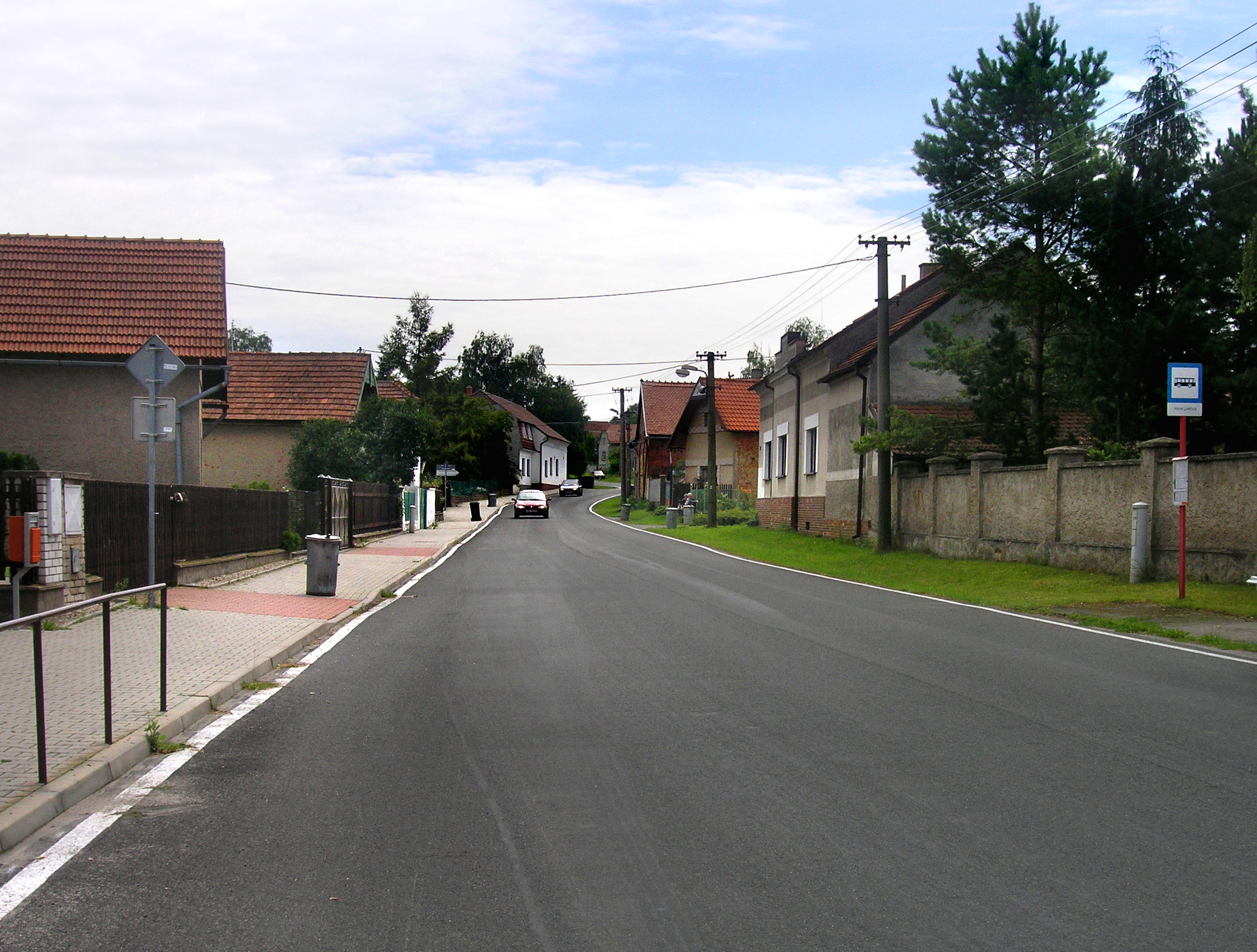
Hauptstraße

Polní Chrčice (deutsch Chrtschitz, 1939–45 Feld-Chertschitz)  ist eine Gemeinde in Tschechien. Sie liegt elf Kilometer nordöstlich von Kolín und gehört zum Okres Kolín.

## Geographie
Polní Chrčice befindet sich im Quellgebiet des Baches Chrčická svodnice in der Středolabské tabule (Tafelland an der mittleren Elbe). Nördlich erheben sich die Kozí hůra (272 m n.m.) und der Stráň (265 m n.m.), im Osten der Dománovický vrch (269 m n.m.), südöstlich der Holý vrch (266 m n.m.) und im Süden der Kostelík (261 m n.m.). Einen Kilometer nördlich des Dorfes verläuft die Dálnice 11 / E 67, im Westen die Staatsstraße II/328 zwischen Městec Králové und Kolín. Gegen Nordosten erstreckt sich das Wildgehege Chrčická stráň.
Nachbarorte sind Žehuň und Choťovice im Norden, Korce, Zbraň, Končice und Žiželice im Nordosten, Dománovice und Radovesnice II im Osten, Lipec, Božec, Krakovany und Bělušice im Südosten, Ohaře im Süden, Jestřabí Lhota, Volárna, Bačov und Velký Osek im Südwesten, Hájky und Kanín im Westen sowie Sány, Opolánky und Dobšice im Nordwesten.

## Geschichte
Das Dorf entstand wahrscheinlich bei einem zur Burg Oldříš gehörigen Hof, auf dem Windspiele (chrti) für die Jagd der Přemyslidenherzöge gezüchtet wurden. Die erste schriftliche Erwähnung von Chirczicze erfolgte 1361 als Besitz des Prager Kapitels. Ab 1417 gehörte Chrčice dem Kloster auf dem Zderaz. Im Jahre 1553 erwarb König Ferdinand I. das Dorf und schlug es der Herrschaft Podiebrad zu.
Im Jahre 1833 bestand das im Bidschower Kreis gelegene Rustikaldorf Chrtschitz bzw. Chrčice aus 40 Häusern, in denen 283 Personen, darunter 14 protestantische und eine jüdische Familie lebten. Chrtschitz war Sitz des Chrtschitzer oder Oberen Gerichts, dessen Sprengel die Dörfer Chrtschitz, Domanowitz, Radowesnitz, Lipetz und Boschek umfasste. Pfarrort war Wohař. Bis zur Mitte des 19. Jahrhunderts blieb Chrtschitz der k.k. Kameralherrschaft Podiebrad untertänig.
Nach der Aufhebung der Patrimonialherrschaften bildete Chrčice ab 1849 eine Gemeinde im Gerichtsbezirk Chlumetz. Im Jahre 1854 wurde der Gemeindename zur Unterscheidung vom nahegelegenen Chrčice Labské in Chrčice polní geändert, zugleich wurde Dománovice eingemeindet. Ab 1868 gehörte die Gemeinde zum Bezirk Neubydžow. 1869 hatte Chrčice polní 331 Einwohner und bestand aus 50 Häusern. Seit den 1870er Jahren wurden die amtlichen Namen Polní Chrčice bzw. Poděbradské Chrčice gebraucht. 1878 wurde in Polní Chrčice eine Dorfschule eröffnet, bis dahin erfolgte der Unterricht in Ohaře. Dománovice löste sich 1886 wieder von Polní Chrčice los und bildete eine eigene Gemeinde. Die Freiwillige Feuerwehr wurde 1896 gegründet. Im Jahre 1900 lebten in Polní Chrčice 364 Menschen, 1910 waren es 350. Auf Anordnung der Linguistischen Kommission in Prag wurde ab 1920 nur noch der Ortsname Polní Chrčice verwendet. 1930 hatte Polní Chrčice 345 Einwohner. Im Jahre 1960 wurde die Gemeinde dem Okres Kolín zugeordnet. 1961 erfolgte die Eingemeindung nach Ohaře. Seit dem 1. Juli 1990 besteht die Gemeinde Polní Chrčice wieder.  Beim Zensus von 2001 lebten in den 85 Häusern von Polní Chrčice 144 Personen. Seit 2014 führt die Gemeinde ein Wappen und Banner.

## Sehenswürdigkeiten
- Neobarocke Kapelle Mariä Himmelfahr, sie entstand zum Ende des 19. Jahrhunderts
- Breitpfeiler der hl. Dreifaltigkeit, errichtet 1878
- Bildstock des hl. Ambrosius, errichtet 2014
- Gedenkstein für die Gefallenen des Ersten Weltkrieges
- Gusseisernes Kreuz im Niederdorf, an seiner Stelle befand sich ursprünglich ein der Gemeinde 1889 von Philipp Ernst zu Hohenlohe-Schillingsfürst geschenktes Holzkreuz
- Aussichtsplattform Na strání, nördlich des Dorfes

## Söhne und Töchter der Gemeinde
- Alva Hajn (1938–1991), abstrakter Maler und Bildhauer